# 曹言行
曹言行（1909年—1984年），男，山东招远人，中国土木工程专家，曾任中国土木工程学会副理事长，第五届全国政协委员。